# 할로윈 나이트
〈할로윈 나이트〉(ハロウィン・ナイト 하로윈 나이토[*])는 AKB48의 41번째 싱글이다.

## 개요
전작 〈우리는 싸우지 않아〉로부터 약 3개월 만의 싱글이다.
캐치프레이즈는, 〈클럽이 아니야, 디스코야!〉.

## 의상
처음은 디스코 송으로의 디자인으로 의상을 제작하고 있었지만 MV 촬영 10일 전에 아키모토 야스시가 말한 ‘핼러윈으로 하자’라는 제안으로 서양 몬스터를 모티브로한 의상이 제작됐다. 이번 작품의 의상은 멤버마다 다르며 의상부는 불과 10일 안에 16벌의 의상을 완성시켰다.
2015년 8월 1일에 사이타마 슈퍼 아레나에서 개최된 콘서트 “AKB48 한여름의 단독 콘서트 in 사이타마 슈퍼 아레나 ~카와에이를 좋아했었습니다~”에서는 선발 멤버 이외에도 이 공연에 참가한 멤버 108명 전원이 다른 핼러윈 분장으로 무대를 보였다.
착용했던 의상은 모티브는 아래와 같다.
| 멤버              | 의상의 모티브        |
| 선발 멤버         | 선발 멤버            |
| ----------------- | -------------------- |
| 사시하라 리노     | 마녀                 |
| 카시와기 유키     | 맹수 조련사          |
| 와타나베 마유     | 꼭두각시 프랑스 인형 |
| 타카하시 미나미   | 양철 고양이          |
| 마츠이 쥬리나     | 스파이더             |
| 야마모토 사야카   | 서양 기사의 망령     |
| 미야와키 사쿠라   | 피에로               |
| 미야자와 사에     | 프랑켄슈타인         |
| 시마자키 하루카   | 사신                 |
| 요코야마 유이     | 양철의 박쥐          |
| 키타하라 리에     | 해적의 망령          |
| 와타나베 미유키   | 누더기 토끼 인형     |
| 마츠무라 카오리   | 미라남               |
| 타카야나기 아카네 | 누더기 쌍둥이 메이드 |
| 시바타 아야       | 누더기 쌍둥이 메이드 |
| 무토 토무         | 늑대인간             |
| 선발 멤버 이외    |                      |
| 코지마 하루나     | 눈의 여왕            |
| 미네기시 미나미   | 펌킨                 |
| 키자키 유리아     | 人喰い花             |
| 타카하리 쥬리     | 메두사               |
| 코지마 마코       | 비틀쥬스 풍          |
| 카와에이 리나     | 선원의 망령          |
| 카토 레나         | 걸상 버섯            |
| 오카다 나나       | 여전사의 망령        |
| 이리야마 안나     | 데빌                 |

## 수록곡

### Type A
자켓 사진 (표지):카시와기 유키·사시하라 리노·와타나베 마유
CD
1. ハロウィン・ナイト / 할로윈 나이트
(작사: 아키모토 야스시 / 작곡·편곡: 이노우에 요시마사)
2. さよならサーフボード / 안녕 서프보드 - 언더 걸즈
(작사: 아키모토 야스시 / 작곡·편곡: 이노우에 요시마사)
3. 君にウェディングドレスを… / 너에게 웨딩드레스를… - 퓨처 걸즈
(작사: 아키모토 야스시 / 작곡: 후쿠타 타카노리 / 편곡: 노나카 “마사” 유이치)
4. ハロウィン・ナイト off vocal ver.
5. さよならサーフボード off vocal ver.
6. 君にウェディングドレスを… off vocal ver.

DVD
1. ハロウィン・ナイト Music Video
2. さよならサーフボード Music Video
3. 君にウェディングドレスを… Music Video

### Type B
자켓 사진 (표지):타카하시 미나미·마츠이 쥬리나·미야와키 사쿠라·야마모토 사야카
CD
1. ハロウィン・ナイト / 할로윈 나이트
2. さよならサーフボード / 안녕 서프보드 - 언더 걸즈
3. 君だけが秋めいていた / 너만이 가을다워져 있었다 - 업커밍 걸즈
(작사: 아키모토 야스시 / 작곡: 오쿠다 모토이 / 편곡: 쿠시타 마인)
4. ハロウィン・ナイト off vocal ver.
5. さよならサーフボード off vocal ver.
6. 君だけが秋めいていた off vocal ver.

DVD
1. ハロウィン・ナイト Music Video
2. さよならサーフボード Music Video
3. 君だけが秋めいていた Music Video

### Type C
자켓 사진 (표지):키타하라 리에·시마자키 하루카·미야자와 사에·요코야마 유이
CD
1. ハロウィン・ナイト / 할로윈 나이트
2. 水の中の伝導率 / 물 속의 전도율 - 넥스트 걸즈
(작사: 아키모토 야스시 / 작곡: 타나카 슌스케 / 편곡: 사사키 히로시)
3. 一歩目音頭 / 첫발째 음두 - AKB48 그룹 공식 봉오도리 송
(작사: 아키모토 야스시 / 작곡: 후쿠다 타카시 / 편곡: 후쿠다 타카시, 후쿠다 다이스케)
4. ハロウィン・ナイト off vocal ver.
5. 水の中の伝導率 off vocal ver.
6. 一歩目音頭 off vocal ver.

DVD
1. ハロウィン・ナイト Music Video
2. 水の中の伝導率 Music Video
3. 一歩目音頭 Music Video

### Type D
자켓 사진 (표지):시바타 아야·타카야나기 아카네·마츠무라 카오리·무토 토무·와타나베 미유키
CD
1. ハロウィン・ナイト / 할로윈 나이트
2. 水の中の伝導率 / 물 속의 전도율 - 넥스트 걸즈
3. ヤンキーマシンガン / 양키 머신건
(작사: 아키모토 야스시 / 작곡·편곡: 츠키다 타다시)
4. ハロウィン・ナイト off vocal ver.
5. 水の中の伝導率 off vocal ver.
6. ヤンキーマシンガン off vocal ver.

DVD
1. ハロウィン・ナイト Music Video
2. 水の中の伝導率 Music Video
3. ヤンキーマシンガン Music Video

### 극장반
자켓 사진 (표지):사시하라 리노
CD
1. ハロウィン・ナイト / 할로윈 나이트
2. さよならサーフボード / 안녕 서프보드 - 언더 걸즈
3. 群像 / 군상
(작사: 아키모토 야스시)
4. ハロウィン・ナイト off vocal ver.
5. さよならサーフボード off vocal ver.
6. 群像 off vocal ver.

## 선발 멤버

### 할로윈 나이트
(센터:사시하라 리노)
- 카시와기 유키, 키타하라 리에, 사시하라 리노, 시바타 아야, 시마자키 하루카, 다카하시 미나미, 다카야나기 아카네, 마츠이 쥬리나, 마츠무라 카오리, 미야와키 사쿠라, 미야자와 사에, 무토 토무, 야마모토 사야카, 요코야마 유이, 와타나베 마유, 와타나베 미유키

### 안녕 서프보드
〈언더 걸즈〉 명의
(센터:코다마 하루카)
- 오오바 미나, 오오야 마사나, 오카다 나나, 카토 레나, 키자키 유리아, 코지마 마코, 코다마 하루카, 스다 아카리, 타카죠 아키, 타시마 메루, 타니 마리카, 토모나가 미오, 후치가미 마이, 후루하타 나오, 미네기시 미나미

### 너에게 웨딩드레스를…
〈퓨처 걸즈〉 명의
(센터:사토 스미레)
- 아즈마 리온, 이소하라 쿄카, 우메다 아야카, 카토 유카, 카토 루미, 코타니 리호, 고토 리사코, 사사키 유카리, 사토 스미레, 시부야 나기사, 소다 사리나, 마츠오카 나츠미, 모기 시노부, 야부시타 슈, 야마우치 스즈란, 요시다 아카리

### 너만이 가을다워져 있었다
〈업커밍 걸즈〉 명의
(센터:사이토 마키코)
- 이시다 안나, 이시다 하루카, 이치카와 미오리, 우에키 나오, 우메모토 마도카, 오오모리 미유, 오오와다 나나, 카마타 나츠키, 키타가와 료하, 쿠마자키 하루카, 사이토 마키코, 시노자키 아야나, 타케우치 마이, 타니가와 아이리, 나가오 마리야, 모토무라 아오이

### 물 속의 전도율
〈넥스트 걸즈〉 명의
(센터:아나이 치히로)
- 아나이 치히로, 우치야마 나츠키, 오오타 아이카, 오카다 칸나, 키모토 카논, 코지나 유이, 사카구치 리코, 죠니시 케이, 시로마 미루, 타노 유카, 후지에 레이나, 후타무라 하루카, 미야마에 아미, 무카이치 미온, 모리야스 마도카, 야구라 후코

## 발매일
| 국가     | 날짜             | 포맷                            | 레이블                           |
| -------- | ---------------- | ------------------------------- | -------------------------------- |
| 일본     | 2015년 8월 26일  | 초도 한정판(CD+DVD) 일반판 (CD) | You, Be Cool!                    |
| 일본     | 2015년 9월 16일  | 아날로그판                      | You, Be Cool!                    |
| 대한민국 | 2018년 11월 14일 | 디지털 음원                     | 지니 뮤직, 스톤뮤직 엔터테인먼트 |

## JKT48 버전
〈Halloween Night 핼러윈 나이트[*]〉는 AKB48의 자매 그룹인 JKT48의 열한 번째 싱글로 Hits Records에서 2015년 8월 26일에 발매됐다.
가사는 모두 인도네시아어로 번역한 것이다. 타이틀 곡의 센터 포지션은 제시카 베란다이다. 영어로 커버한 버전도 수록되어 있다.
CD는 일반판과 Music Card의 두 가지 형태로 구성되어 있다.

### 수록 내용
| #  | 제목                                          | 재생 시간 |
| -- | --------------------------------------------- | --------- |
| 1. | 〈Halloween Night〉                           |           |
| 2. | 〈Halloween Night (Dangdut Version)〉         |           |
| 3. | 〈Ratu Para Idola - Idol no Ouja -〉          |           |
| 4. | 〈Don't Look Back!〉                          |           |
| 5. | 〈Ingin Meraih Puncak! - Teppen Tottande! -〉 |           |
| 6. | 〈Halloween Night (English Version)〉         |           |

| #  | 제목                                             | 재생 시간 |
| -- | ------------------------------------------------ | --------- |
| 1. | 〈Halloween Night Music Video〉                  |           |
| 2. | 〈Halloween Night Music Video Behind the Scene〉 |           |

### 내용주
1. ↑  “AKB48 한여름의 단독 콘서트 in 사이타마 슈퍼 아레나 ~카와에이를 좋아했었습니다~”를 위해서 추가된 의상이다[5].

원곡
1. 1 2 3  AKB48〈ハロウィン・ナイト→할로윈 나이트〉
2. ↑  HKT48〈アイドルの王者→아이돌의 왕자〉
3. ↑  NMB48〈Don't look back!〉
4. ↑  NMB48〈てっぺんとったんで!→텟펜 먹었어〉

### 참조주
1. ↑  秋元康 & オサレカンパニー 2017, 134쪽.
2. ↑  秋元康 & オサレカンパニー 2017, 135쪽.
3. ↑  “「AKB48真夏の単独コンサート in さいたまスーパーアリーナ 〜川栄さんのことが好きでした〜」の1日目レポート” [‘AKB48 한여름의 단독 콘서트 in 사이타마 슈퍼 아레나 ~카와에이를 좋아했었습니다~’ 첫 번째 리포트]. 《리얼라이브》 (일본어) (페이츠). 2015년 8월 2일. 2016년 8월 7일에 확인함.
4. ↑  秋元康 & オサレカンパニー 2017, 134–137쪽.
5. ↑  秋元康 & オサレカンパニー 2017, 136쪽.